# Houdides

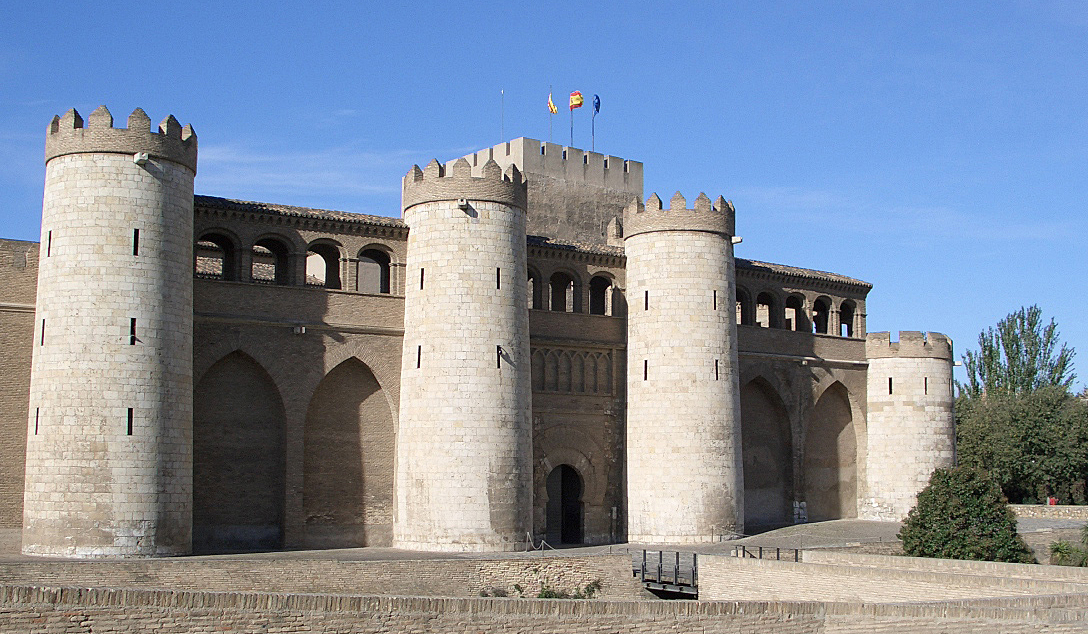
L'alcazar de La Aljafería, construit par Ahmad Ier

Les Houdides ou Banû Hûd (بنو هود), est l'une des plus importantes dynasties d'Al-Andalus lors de la période des Taïfas. Ils possédaient un royaume, la taïfa de Saragosse, qui avait pour siège Saragosse. Ils ont régné de 1039 à 1146.

## Présentation
Cette famille arabe d'origine yéménite faisait remonter sa lignée au prophète Houd. Ils sont venus en Espagne au temps de l'invasion musulmane avec des tribus palestiniennes et jordaniennes. Fondée par Sulayman al-Musta`in en 1039, ils ont pris le contrôle de Saragosse en battant le clan rival, les Toujibides. Ils occupaient une position stratégique défendant les marches supérieures au nord de la péninsule Ibérique.
Ils se sont maintenus quelque temps en face du Royaume d'Aragon, luttant contre la reconquista chrétienne et contre les ambitions des Almoravides.
Ses membres portaient le qualificatif tribal « Al-Hûdhami » et se signalent par leur succès politique en usant de leur diplomatie en même temps que de fermeté guerrière.
Ils ont hérité leurs territoires des Toujibides qui englobaient presque entièrement la vallée de l'Èbre.
Ahmad Ier al-Muqtadir, Yusuf al-Mu`taman et Ahmad II al-Musta`in portaient un grand intérêt pour la culture et les arts. En particulier, Yusuf al-Mu`taman est le célèbre mathématicien connu sous le nom d'Ibn Hûd, auteur du Kitab al-istikmal (compendium mathématique). L'Aljafería, la résidence royale d'Ahmad Ier est pratiquement le seul palais musulman encore debout en Espagne.
Après sa défaite lors d'une bataille contre les chrétiens, Ahmad II al-Musta`in demande l'aide des Almoravides qui la lui accordent. Après la mort de l'émir, les Almoravides imposent leur hégémonie sur les successeurs.
En 1086, ils ont mené une rébellion avec de petits royaumes contre les Almoravides qui ont conquis Saragosse en 1110.
Le dernier représentant de la dynastie est mort en 1146 lors d'une insurrection contre les Almoravides.

## Liste des émirs Houdides
- Sulayman al-Musta`in (1039-1046)
- Ahmad Ier al-Muqtadir (1046-1081)
- Yusuf al-Mu`taman (1081-1085)
- Ahmad II al-Musta`in (1085-1110)
- Imad al-Dawla Abdelmalik (1110-1130)
- Sayf al-Dawla Ahmad III al-Mustansir (1130-1146)